# Bela Rabelbauer
Bela Adalbert Rabelbauer (* 19. Mai 1934 in Magyaróvár / Ungarisch-Altenburg, heute Mosonmagyaróvár, Ungarn; † 20. Jänner 2023 in Wien-Hietzing) war ein international tätiger Vorarlberger Geschäftsmann österreichisch-ungarischer Herkunft. Ursprünglich als Kreditvermittler und im Düngemittelhandel tätig, gelangte er 1980 durch einen Parteispendenskandal zu öffentlicher Bekanntheit.

## Leben
Bela Rabelbauer wurde als Sohn eines Steirers in Westungarn geboren. Er wuchs in Wien, Osttirol und Hallstatt auf und besuchte im Schuljahr 1949/50 kurzfristig das Erzbischöfliche Seminar in Hollabrunn. Der junge Mann versuchte sich in verschiedenen Berufen, auch als Mitarbeiter von Radio Vatikan, und wohnte ab 1968 zumeist in Fußach in Vorarlberg, wo er verschiedene Firmen gründete und international als Kreditvermittler auftrat. Ab 1975 war Rabelbauer auch im internationalen Düngemittelhandel tätig.
Rabelbauer war zu Anfang der 1980er Jahre in eine aufsehenerregende Parteispendenaffäre verwickelt. Der Unternehmer übergab als Exponent eines Vorarlberger „Bürgerforums“ am 17. September 1979 einer Gruppe von hochrangigen Vertretern der ÖVP in den Räumen des österreichischen Parlaments einen Koffer mit dem Inhalt von 4 Millionen Schilling in bar – dem ersten Teilbetrag einer Parteispende von insgesamt 10 Millionen Schilling (etwa 700.000 Euro), die angeblich dazu dienen sollte, für besagtes Bürgerforum zwei Nationalratsmandate zu „kaufen“. Durch einen Bericht des Journalisten Peter Pelinka in der Arbeiter-Zeitung, dem Zentralorgan der damals alleinregierenden SPÖ, vom 29. August 1980 wurde die Transaktion aufgedeckt. Das Geld wurde später zurückgezahlt. Wegen seiner Rolle in der Parteispendenaffäre erhielt Rabelbauer in der Presse den Übernamen „Der Mann mit dem Koffer“, in Anlehnung an die damals bekannte gleichnamige TV-Krimiserie.
Bela Rabelbauer wurde 1988 wegen schweren Betrugs und einer Reihe anderer Finanzdelikte zu siebeneinhalb Jahren Haft verurteilt. Nach dem Abbüßen eines Teils seiner Strafe gelang es ihm, ins Ausland zu fliehen. Er wurde aber 1994 in Thailand verhaftet und 1996 nach Österreich ausgeliefert. Obwohl er mehrfach in gravierender Weise mit dem Gesetz in Konflikt geriet, gelang es Rabelbauer immer wieder, als „Millionenjongleur“ effektvoll öffentlich in Erscheinung zu treten. Er verfasste auch Bücher, in denen er zum Teil versuchte, sich selbst als „Aufdecker“ darzustellen.
Rabelbauer starb am 20. Jänner 2023 kurz nach Einlieferung in ein Krankenhaus in Wien-Hietzing.

## Publikationen
- Wenn ich Finanzminister wäre … Eigenverlag (Edition „Aktion Wirtschaft Offensiv“), Wien 1998, ISBN 3-9500759-0-9.
- Meine Freunde, meine Feinde. Enthüllungen eines Milliardenjongleurs. Uhlen-Verlagsgesellschaft, Wien 1987, ISBN 3-900466-33-5.